# 梅綿祚
梅綿祚（16世紀—17世紀），字公衍，南直隸寧國府宣城縣人，明朝政治人物。

## 生平
梅綿祚是萬曆十三年（1585年）乙酉科應天鄉試舉人，三十二年（1604年）會試中副榜，授太倉州學正，得王錫爵讚賞，三十五年（1607年）陞國子監學正，調戶部主事，遇上密雲士兵缺餉，他向上級力言拿出其他地方儲備賑濟軍隊，士兵於是沒有譁變，改任柳州知府，修學校、撫理瑤族僮族人多惠政，柳州人畫肖像祭祀他，著有《龍城署草》等稿。長子梅士龍、次子梅朝宗均有孝順名聲。

## 引用
1. 1 2  光緒《宣城縣志·卷十五·人物》：梅綿祚，字公衍，萬厯乙酉鄉薦，以甲辰副榜授婁江學正，為太倉王文肅所稱，歷遷戶部主事，密雲兵乏餉，力言於主計者通他儲以濟，軍得無譁，知柳州增城，修學撫猺獞多惠績，柳人肖像祠之，所著有《龍城草》。伯子士龍，乙卯舉人，有俊才，早卒；仲子朝宗，丙寅恩貢，宰羅源，嘗戢一貪弁、捕治猾賈、寬民害，羅人德之 《江南通志》
2. ↑  《欽定國子監志·卷三十三·官師五 題名》：明……學正……梅綿祚 宣城人，萬曆三十五年任
3. ↑  嘉慶《寧國府志·卷二十七·人物志》：梅綿祚 字公衍，萬厯乙酉舉人，由婁江學正歷遷戶曹主事，密雲兵乏餉，力言於主計者通他儲以濟，軍得無譁，知柳州撫猺獞多惠績，著有《龍城署草》等稿。子二俱以孝聞，長士龍乙卯舉人，有俊才，早卒；次朝宗丙寅恩貢，宰羅源，嘗戢一貪弁、捕治猾賈、寬民害，羅人德之。 同上（乾隆府志）
4. ↑  光緒《重修安徽通志·卷一百八十九·人物志》：梅綿祚，字公衍，宣城舉人，歷戶部主事，密雲兵乏餉，力言於主計者通他儲以濟，兵得無譁，知柳州撫猺獞多惠政，子朝宗以恩貢宰羅源，戢貪弁、治猾賈，以除民害，羅人德之。 《江南通志》、《寧國府志》